# 花蓮縣議會議員列表
花蓮縣議會議員列表列出現任花蓮縣議會議員。

## 議長
- 張峻

## 副議長
- 徐雪玉

## 第一選區
- 魏嘉賢
- 謝國榮
- 傅國淵
- 韓林梅
- 吳東昇
- 張美慧
- 楊華美
- 胡仁順
- 徐子芳

## 第二選區
- 鄭寶秀
- 邱光明

## 第三選區
- 張峻
- 鄭乾龍
- 林品仰
- 徐雪玉
- 林則箷
- 黃馨
- 張正治(任內病逝[4])
- 林源富
- 吳建志

## 第四選區
- 詹金富
- 鍾素政
- 黃鈴蘭

## 第五選區
- 李正文
- 周駿宥
- 笛布斯．顗賚

## 第六選區
- 蔡依靜(Lamen‧Panay)
- 林正福

## 第七選區
- 林玉芬
- 哈尼．噶照(Hani Kacaw)

## 第八選區
- 程美蓮

## 第九選區
- 簡智隆

## 第十選區
- 金淑敏